# Hôtel Algonquin
Pour les articles homonymes, voir Hôtel Algonquin (New York) et Algonquin (homonymie).
 (décembre 2017).
Si vous disposez d'ouvrages ou d'articles de référence ou si vous connaissez des sites web de qualité traitant du thème abordé ici, merci de compléter l'article en donnant les références utiles à sa vérifiabilité et en les liant à la section « Notes et références ».
L'Hôtel Algonquin est un hôtel célèbre de la ville de Saint-Andrews, au Nouveau-Brunswick, construit dans le style néo-Tudor.